# Falter (Wochenzeitung)
Der Falter ist eine in Wien erscheinende linksliberale Wochenzeitung, die 1977 von Walter Martin Kienreich gegründet wurde. Ursprünglich alle zwei Wochen produziert, ist der Falter seit 1987 eine Wochenzeitung. Chefredakteur ist Florian Klenk.
Für den Falter schreiben unter anderem Andrea Maria Dusl und der Restaurant-Kritiker Florian Holzer. Von 2005 bis 2008 erschien auch eine regionale Ausgabe des Falters für die Steiermark; dann wurden steirische Seiten aus finanziellen Gründen in die Hauptausgabe integriert.

## Geschichte

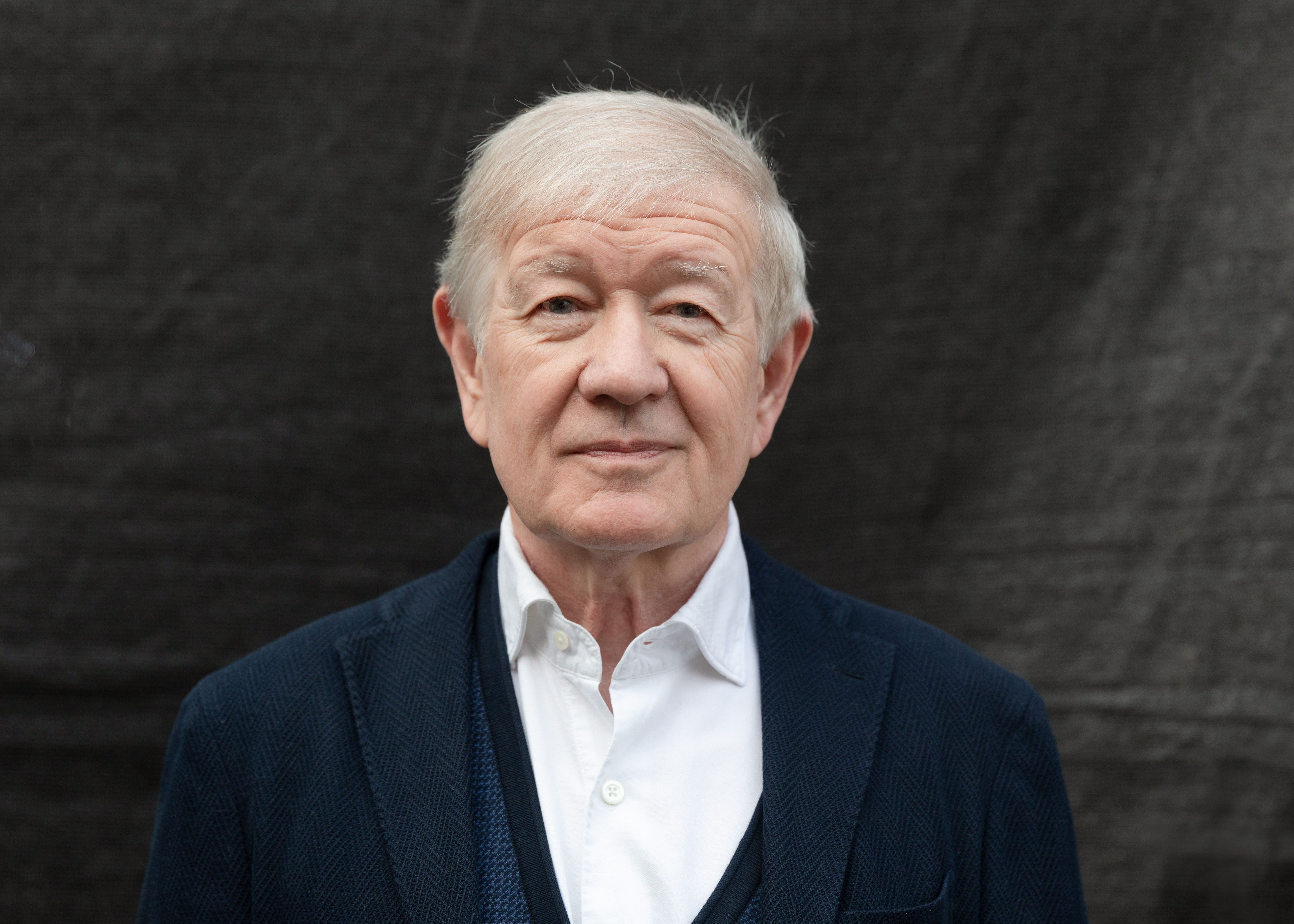
Armin Thurnher (2018)

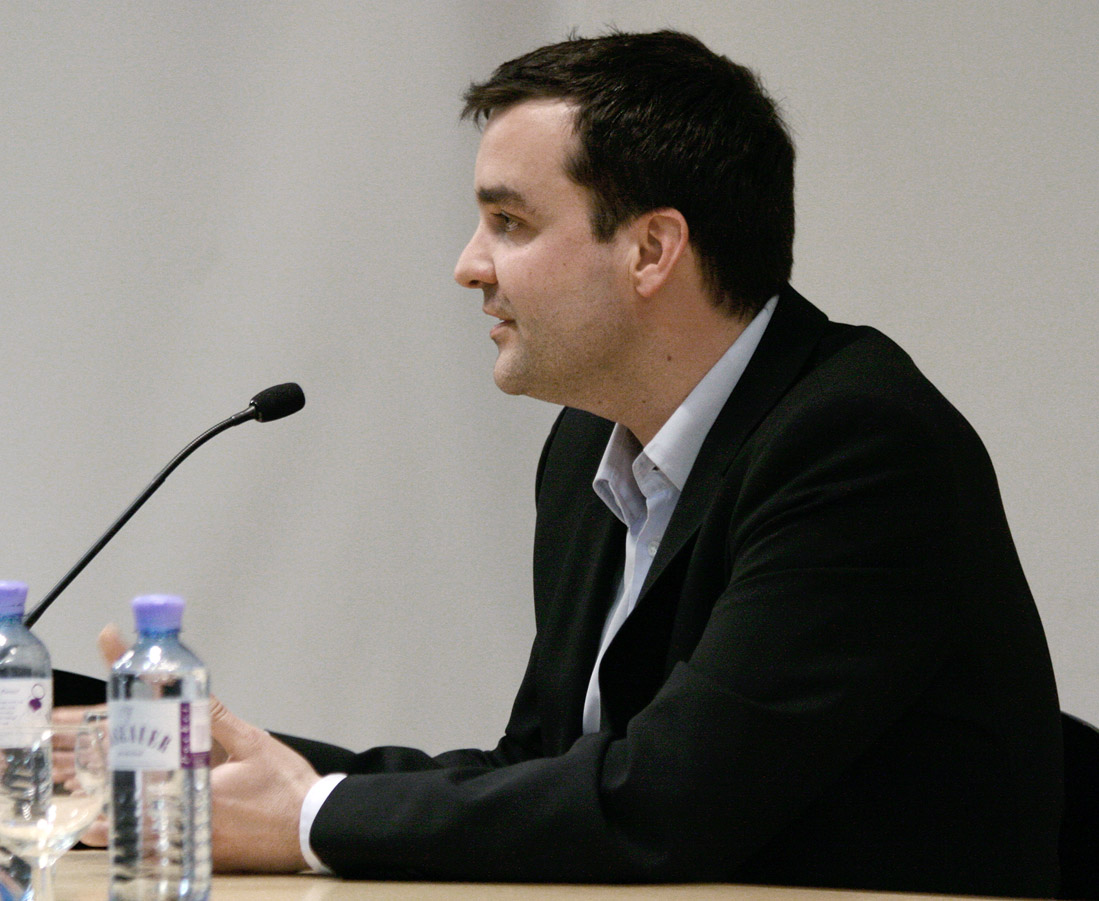
Florian Klenk (2011)

Der Falter entstand ursprünglich aus der Bewegung rund um die Besetzung des Auslandsschlachthofes Sankt Marx in Wien 1976 (vgl. Arena). Am 25. Mai 1977 erschien die erste Ausgabe, inhaltlich und wirtschaftlich verantwortet vom Gründer des Falters Walter Martin Kienreich. Zum Kern der sich in den ersten Jahren als Kollektiv verstehenden Redaktion zählten bildende Künstler und Studenten des Instituts für Theaterwissenschaften der Universität Wien. Anliegen des medienkritischen Kollektivs war es, im Sinne einer Gegenöffentlichkeit über Alltag und Alltagsrassismus zu berichten sowie einen möglichst vollständigen Veranstaltungskalender für Wien zu bieten. Erster Herausgeber der im Zweiwochenrhythmus erscheinenden Zeitung war Walter Martin Kienreich, erster Chefredakteur war Christian Martin Fuchs.
1979 wurde die Redaktion mit dem Nachwuchs-Förderpreis des Dr.-Karl-Renner-Publizistikpreises ausgezeichnet. Im darauf folgenden Jahr erschien das „Merkheft Wien“ als erste Publikation des Falter-Buchverlages. Bis 1980 erschien der Falter im reinen Handverkaufssystem, erst danach, bei einer Auflage von etwa 10.000 Stück, wurde der Vertrieb professionell organisiert. 1981 übersiedelte die Redaktion von Räumen in der Esslinggasse in die Zelinkagasse (beide im 1. Bezirk, Innere Stadt) und wurde fortan von der Falter Verlags GmbH herausgegeben. Gesellschafter waren neben Thurnher Mischa Jäger, Hermann Leeb (1983 von Christian Reder abgelöst), Elisabeth Loibl, Anton Schneeweiß und Werner Korn. Walter Martin Kienreich und Christian Martin Fuchs waren schon 1977 bzw. 1979 ausgeschieden.
Die erste umfassende Blattreform erhielt der Falter 1983. Das Format entsprach nun jenem anderer österreichischer Zeitungen, für die grafische Gestaltung inklusive Logo zeichnete maßgeblich der Konzeptkünstler Ecke Bonk verantwortlich. 1985 wurde der Falter vom Österreichischen Journalisten-Club mit dem erstmals vergebenen Prof.-Claus-Gatterer-Preis für sozial engagierten Journalismus ausgezeichnet. Neben der Wochenzeitung produzierte der Verlag nun auch den ÖH-Express. In diesen Jahren wurden unter anderem die ersten Cartoons von Tex Rubinowitz und Rudi Ivan Klein im Falter gedruckt. Ein neuerlicher Umzug führte die Redaktion 1986 in die Marc-Aurel-Straße, ebenfalls im 1. Bezirk, wo sie sich bis heute befindet. Im selben Jahr erschien das erste Corporate-Publishing-Produkt im Falter-Verlag, das Visa Magazin.
Seit 1987 erscheint der Falter wöchentlich (immer mittwochs); damals wurde er von Rainer Dempf neu gestaltet. Rückblickend berichtet Thurnher, dass die Umstellung der Erscheinungsweise auf eine schlichte, aber nicht untriftige Überlegung Schneeweiß' zurückging: doppelter Verkaufserlös, halbe Produktionskosten. Eine wirtschaftliche Krise des Verlages führte dennoch zur Einstellung des ÖH Express. Der Falter wurde nun von der Falter Zeitschriften GmbH herausgegeben, für die Publikation von Büchern und Corporate-Publishing-Produkten wurde die Falter Verlags GmbH gegründet.
Die Umwandlung vom Kollektiv der ersten Jahre in eine „normale“ Redaktion und die Gründung der Verlagsgesellschaften der Falter-Gruppe erfolgten nicht reibungslos. Als 1988 von Oscar Bronner Der Standard gegründet wurde, wechselten rund neun Zehntel der Redaktion, darunter Mischa Jäger, zu der neuen Tageszeitung. Neben Jäger schieden auch Kurz und Loibl als Gesellschafter aus, deren Anteile von Reder und Siegmar Schlager übernommen wurden. Neu zur Redaktion stießen Hans Hurch, Wolfgang Koch und Klaus Nüchtern. Im selben Jahr wurde eine Ausgabe des Falters auf Antrag von Bundespräsident Kurt Waldheim beschlagnahmt, weil darin eine Strafanzeige gegen ihn publiziert worden war. Die Medienberichterstattung über diesen Vorgang machte den Falter weit über seinen bisherigen Leserkreis hinaus bekannt.
1991 stieg der Investor Günter Kerbler, der drei Jahre später durch Übernahme der Anteile des Ehepaars Reder und von Hannes Pflaum die Anteilsmehrheit am Verlag erlangte, beim Falter ein und finanzierte einen Relaunch. Das Design stammte nun von Dirk Linke, das Format wurde auf Halbnordisches umgestellt.
Der Falter war in den 1990er Jahren eines der ersten Medien Österreichs, die Medienpolitik kontinuierlich thematisierten. Bekannt ist das Ceterum censeo, das Armin Thurnher 1994–2014 unter jeden seiner Leitartikel setzte: Im Übrigen bin ich der Meinung, die Mediaprint (später: der Mediamil-Komplex) muss zerschlagen werden. Die Antwort der so Kritisierten erfolgte auf dem nicht-publizistischen Feld: 1995 deckte die Kronen Zeitung den Falter wegen eines Gewinnspiels mit Klagen in Millionenhöhe ein, die beinahe das finanzielle Ende der Zeitung bedeutet hätten. Weitere Turbulenzen verursachte 1998 die Gründung des Nachrichtenmagazins Format. Die neue Zeitschrift, aber auch das dazu in direkter Konkurrenz stehende, bis heute führende Magazin profil rüsteten personell auf und warben fast alle damals bekannten Falter-Redakteure ab, darunter auch die stellvertretende Chefredakteurin Doris Knecht, die aber auch heute noch regelmäßig Kommentare für den Falter schreibt.
Nachdem Kerbler sich 1999 aus dem Verlag zurückgezogen hatte, übernahmen Schlager und Thurnher zusammen 74,1 Prozent; 24,9 Prozent wurden von Hans-Michael Piech und Hannes Pflaum gehalten. Als Dachgesellschaft der beiden Verlage wurde die ST Holding gegründet.
2005 wurde der Falter mit dem Concordia-Preis für hervorragende publizistische Leistungen im Bereich der Menschenrechte ausgezeichnet. Im selben Jahr erschien die Zeitung auch erstmals mit einer eigenen Steiermark-Ausgabe.
Das 30-Jahre-Jubiläum beging der Falter 2007 mit einer Sonderausgabe, in der unter anderem je ein Artikel aus jedem Jahr der Blattgeschichte abgedruckt wurde, und mit der nach einer wöchentlichen Rubrik benannten Doppel-CD „Gut Böse Jenseits (30 Jahre Falter – 30 Jahre Musik aus Wien)“.
Mit der Ausgabe 38/2008 vom 17. September 2008 wurde der Falter neuerlich einem Relaunch unterzogen. Maßgeblich beteiligt daran war Dirk Merbach, langjähriger Art Director der deutschen Wochenzeitung Die Zeit, der schon seit längerem an der Grafik des Falters mitarbeitete. Das Projektteam zur Neugestaltung bestand aus Lisa Kiss, Florian Klenk, Dirk Merbach, Klaus Nüchtern, Christopher Wurmdobler und Armin Thurnher. Ergebnis war der Ausbau der Meinungsstrecke am Beginn des Blattes, die Aufnahme des Steiermark-Teils als eigenes Ressort direkt in den Falter, eine Erweiterung des Veranstaltungsprogramms (nun als herausnehmbare Zeitung in der Zeitung mit dem Titel Falter:Woche) und die Klammerung beider Heftteile.
Inhaltlich ging mit der Neugestaltung die verstärkte Öffnung zu europäischen und weltweiten Themen einher, wobei der Schwerpunkt bei der urbanen Wiener Orientierung erhalten blieb. Erneuert wurden auch das Schriftbild und das Seitenlayout, u. a. durch Einführung von Marginalspalten.
Mitte 2012 trat der Falter in seine nächste Phase ein: Der 2007 von der deutschen Zeit zurückgekehrte Florian Klenk wurde 2012 neben Armin Thurnher zum Chefredakteur ernannt, Thurnher wurde zusätzlich Herausgeber. Mit Klenk wurde der Falter politischer und in der Öffentlichkeit stärker wahrgenommen. Darauf deutet die darauffolgende Reichweitenentwicklung hin – von 1,4 Prozent 2015 auf 2,6 Prozent 2018 und auf 3,2 Prozent 2020.
Im Gegensatz zu anderen Verlagen setzte der Falter erst spät auf das Internet. 2017 startete der Falter-Kolumnist und ehemalige ORF-Journalist Raimund Löw den Podcast „FALTER Radio“, der zu einem der erfolgreichsten Podcasts Österreich gehört, und 2019 wurde Florian Jungnikl-Gossy als Digitalchef vom Standard abgeworben mit dem Ziel, quer über die Verlagsgruppe digitale Produkte zu entwickeln. Seither liegt der digitale Schwerpunkt auf der Stärkung des Journalismus und der Verlagsprodukte Lokalführer, Event- und Kinodatenbank sowie Onlineshop.
Mit Feber 2021 startete der Falter einen neuen werktäglich erscheinenden und redaktionell gestalteten Newsletter, genannt FALTER.morgen. Man will auf diese Weise ein tagesaktuelles Medium schaffen, welches insbesondere urbane Themen bearbeitet. Nach einem Monat hatte der Newsletter mehr als 30.000 Abonnenten.
Mit 1. März 2025 gibt Armin Thurnher die Falter-Chefredakteursposition auf, Florian Klenk ist ab März 2025 alleiniger Chefredakteur.

## Ausrichtung

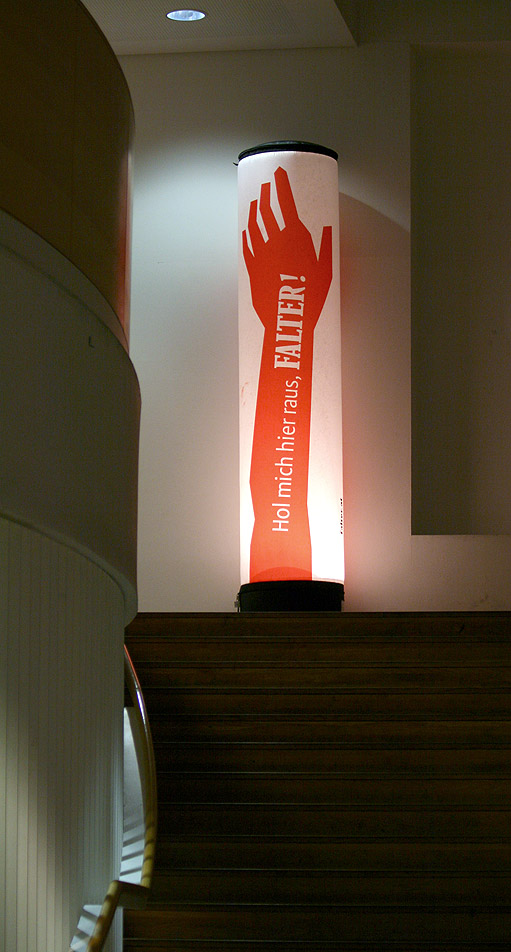
Hol mich hier raus, FALTER!
Slogan der Wochenzeitung

Der Falter kann als Erscheinung der professionalisierten Alternativpresse der späten 1970er-Jahre betrachtet werden. Anders als die Schweizer WOZ Die Wochenzeitung oder Die Tageszeitung in Berlin ist der Falter nicht durch eine Genossenschaft abgesichert. Finanziert wird der Verlag durch die Zeitschrift und über Corporate Publishing.
Der Falter berichtet aus linksliberaler Perspektive über Politik, Medien, Kultur und das Stadtleben in Wien und Graz. Ursprünglicher Kernteil ist ein ausführlicher Terminkalender für Theater, Kino, Party und Veranstaltungen jeder Art. Besondere Verdienste erwarb sich die Wochenzeitung mit solide recherchiertem Aufdeckungsjournalismus. Sie war im Jahr 2016 Gründungsmitglied des journalistischen Recherche-Netzwerkes European Investigative Collaboration (EIC).

## Rezeption
Vor allem die Herkunft als ein ursprünglich von Amateuren produziertes Fanzine-artiges Blatt und sein Selbstverständnis, im damaligen „verschlafenen“ Wien Urbanität zu repräsentieren, machten den Falter für Historiker zu einer publizistischen Quelle für die Alltagsgeschichte Wiens und die Geschichte von alternativen Bewegungen abseits des popkulturellen Mainstreams von den späten 1970er Jahren bis in die frühen 1990er.

## Eigentümerstruktur
Medieninhaber der Wochenzeitung Falter ist die Falter Zeitschriften GmbH und der Medieninhaber des Web-Auftritts falter.at ist die Falter Verlags GmbH. Beide Gesellschaften sind 100%ige Töchter der ST Verlagsbeteiligungen GmbH. Eigentümer der ST Verlagsbeteiligungen GmbH sind zu 37,49 Prozent die Ateleia Privatstiftung von Siegmar Schlager und zu 27,49 Prozent die Andante Privatstiftung von Armin Thurnher. Zu jeweils 12,51 Prozent sind Hannes Pflaum und Hans-Michel Piëch beteiligt, zu 10,00 Prozent Chefredakteur Florian Klenk.

## Auszeichnungen
- 1979: Dr.-Karl-Renner-Publizistikpreis als Förderpreis an die Falter-Redaktion
- 1985: Prof.-Claus-Gatterer-Preis für sozial engagierten Journalismus
- 2005: Concordia-Preis für hervorragende publizistische Leistungen in der Kategorie Pressefreiheit
- 2008: European Newspaper Award: Auszeichnungen in den Kategorien Innovation (für die Falter:Woche), Illustration und Special Fußball-Europameisterschaft 2008
- 2009: European Newspaper Award: Auszeichnung für drei Cover (Nr. 12, 23 und 45), drei Auszeichnungen für redaktionelle Texte
- 2016: European Newspaper Award: Zwei Auszeichnungen jeweils in den Kategorien News Pages – Elections und Illustration sowie jeweils eine Auszeichnung in den Kategorien Visual Storytelling, News Pages – Football EM und Photography – Cut[19]